# Олдем, Эндрю Луг
Э́ндрю Луг О́лдем (англ. Andrew Loog Oldham; 29 января 1944, Лондон) — английский музыкальный продюсер и писатель. Был менеджером британской рок-группы Rolling Stones в 1960-х годах. Именно он предложил создать группе знаменитый «грязный имидж», что впоследствии оказало сильное влияние на поп-культуру.

## Биография
Эндрю был незаконнорождённым сыном погибшего на войне пилота из Техаса Эндрю Луга и Селии Олдем. Окончил частную школу. К моменту встречи со «Стоунз» Эндрю успел поработать мальчиком на побегушках в модном бутике Мэри Квант, покрутиться в богемных кругах Сан-Тропе, накопить опыта на должности пресс-агента Брайана Эпштейна, подружиться с Филом Спектором и набрать собственную небольшую клиентуру.
Одним из первых журналистов, заинтересовавшихся группой, был независимый музыкальный репортёр Питер Джонс. Он посетил Кроудэдди в тот момент, когда Джорджио Гомельский (в то время менеджер группы) снимал, как «Стоунз» исполняют 'Pretty Thing', и рассказал о новом ансамбле авторитетному специалисту по R&B Норману Джоплингу, служившему в журнале Record Mirror. А тот, в свою очередь, сообщил рок-н-ролльному вундеркинду Эндрю Лугу Олдему о том, что Джонс собирается написать для «Рекорд Миррор» восторженную статью про «Стоунз». В клубе привокзального ричмондского отеля 28 апреля 1963 года Эндрю впервые услышал «Стоунз». Вот как он вспоминал об этом:
Я никогда не слышал ничего подобного. Я был покорён. Все мои приготовления, амбиции, устремления внезапно обрели цель. Я почувствовал, как разрозненные элементы объединяются в единую картину — в нужном месте, в нужное время, замыкая все противоположности. Музыка была настоящей, сексуально насыщенной благодаря сидящей на табуретах троице и тем, кто оставался за их спинами. Музыка тянулась ко мне, растворялась внутри. Я испытал полное удовлетворение. Я был влюблён. Я услышал гимн национального звука. Я услышал звуки национального гимна. Я услышал то, что всегда хотел слышать. Я хотел, чтобы музыка стала моей; она уже принадлежала мне. Всё, что я делал до сих пор, было подготовкой к этому моменту. Я увидел и услышал то, ради чего жил.
В результате Луг стал новым менеджером группы и оставался им до 1967 года. Именно в эти годы и под его идейным руководством сформировался новый имидж Rolling Stones: «плохие парни» — как антитеза «чистеньким» Beatles. Более того, существует даже версия, что непосредственно по настоянию Луга из состава группы был вытеснен один из её сооснователей, клавишник Иэн Сюарт — только за то, что внешне контрастировал с остальными участниками (по другой версии, Олдэм считал, что существовавший состав «Стоунз» слишком велик для рок-группы).
В 1965 году продюсер создал Immediate Records, один из первых независимых музыкальных лейблов Великобритании. Среди артистов, с которыми он сотрудничал были, к примеру, Джимми Пейдж, Эрик Клэптон, Джефф Бек и Род Стюарт.
В 1990-е годы Олдхэм стал соавтором биографической книги о группе ABBA, а позднее — трех автобиографических книг: Stoned (1998), 2Stoned (2001) и Rolling Stoned (2011), в которых он и другие музыкальные деятели рассказывают о его деятельности как менеджера, продюсера и импресарио.
В 2013 году включен в Зал славы рок-н-ролла.
В 2020 году провёл первые лекции как приглашённый профессор в канадском Университете Томпсон-Риверс.